# Matches (film, 1913)
Pour plus de détails, voir Fiche technique et Distribution.
Matches est un film muet américain réalisé par Allan Dwan et sorti en 1913.

## Fiche technique
- Réalisation : Allan Dwan
- Date de sortie : États-Unis : 3 avril 1913

## Distribution
- J. Warren Kerrigan : Jack Kerrigan
- Charlotte Burton : Miss Oldrock
- Jack Richardson : le chauffeur de Jack
- Jessalyn Van Trump : la belle du village
- Louise Lester : la mère de la belle du village
- James Harrison : le chauffeur de la belle du village
- George Periolat : Oldrock